# Cerianthus bathymetricus
Cerianthus bathymetricus is een Cerianthariasoort uit de familie van de Cerianthidae. De wetenschappelijke naam van de soort is voor het eerst geldig gepubliceerd in 1877 door Mosley.